# Rödhäll
Rödhäll (finska: Ryöhelli) är en ö i Finland. Den ligger i Finska viken och i kommunen Pyttis i landskapet Kymmenedalen, i den södra delen av landet. Ön ligger omkring 16 kilometer sydväst om Kotka och omkring 97 kilometer öster om Helsingfors.
Öns area är 1,3 hektar och dess största längd är 220 meter i nord-sydlig riktning.